# Руска асоциация на пролетарските музиканти
Руската асоциация на пролетарските музиканти (на руски: Российская ассоциация пролетарских музыкантов, РАПМ) е обществена организация в Съветския съюз, действала между 1923 и 1932 година.
Основана от група болшевишки композитори и музиканти, тя си поставя за цел пропагандирането на политически коректна музика – главно широкодостъпни и подходящи за агитационни цели революционни песни. Асоциацията придобива голямо влияние върху музикалния живот в страната и политиката на режима в тази област. Закрита е през 1932 година като част от реорганизацията и централизацията на обществените организации в Съветския съюз, като основните ѝ функции са прехвърлени към Съюза на съветските композитори.